# 二階堂站

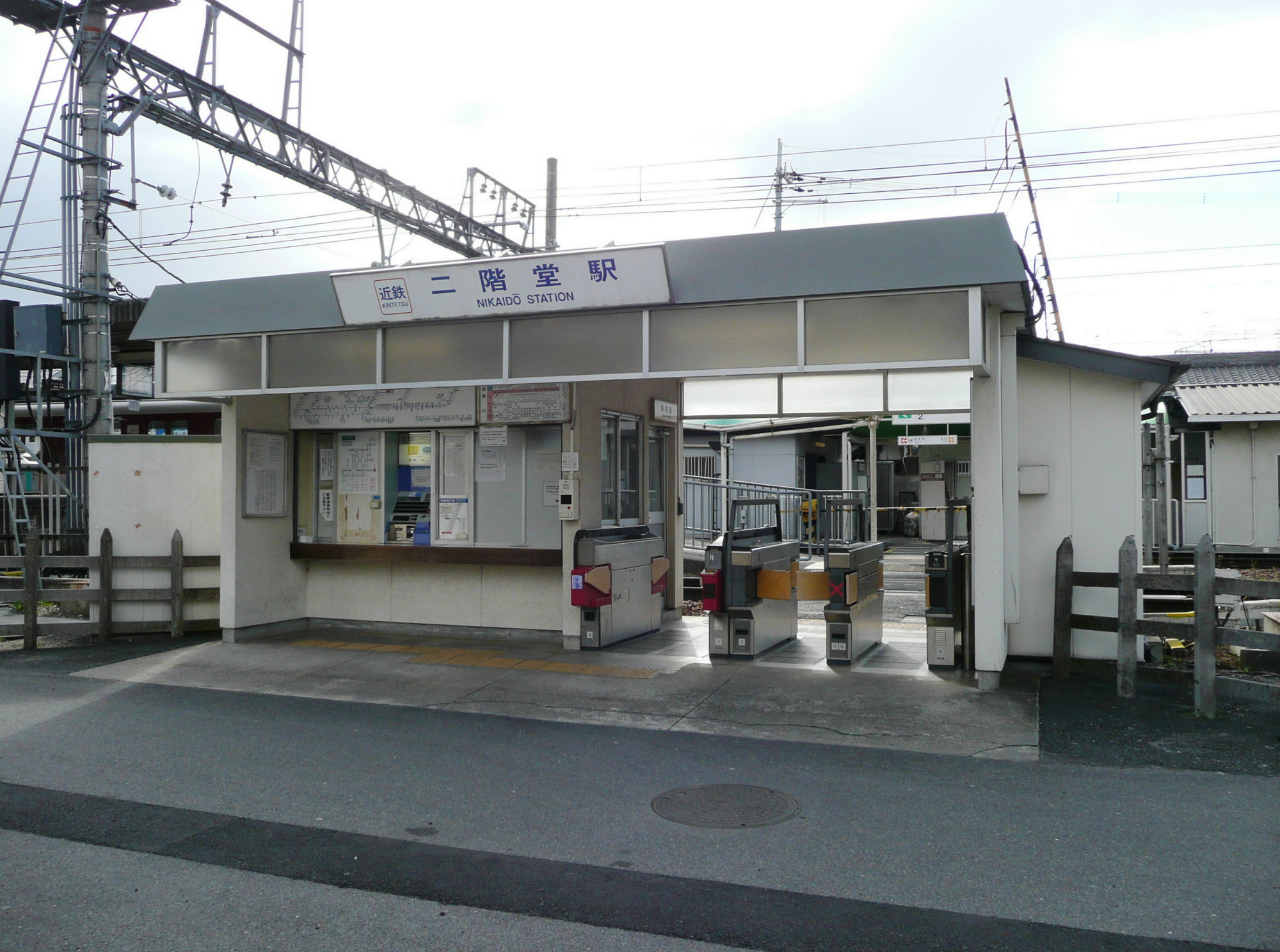
位於線路北側的驗票口

二階堂站（日语：／ Nikaido eki */?）位於日本奈良县天理市二階堂上之庄町，是近畿日本鐵道（近鐵）天理線的鐵路車站。車站編號為H33。

## 歷史
- 1915年（大正4年）2月7日 - 天理輕便鐵道（日语：天理軽便鉄道）新法隆寺 - 天理間開通，本站開業[1]。
- 1921年（大正10年）1月1日 - 大阪電氣軌道收購此路線，本站成為天理線的車站[1][2]。
- 1922年（大正11年）4月1日 - 改軌成標準軌、電氣化[1]。
- 1941年（昭和16年）3月15日 - 大阪電氣軌道與參宮急行電鐵合併，成為關西急行鐵道[1]。
- 1944年（昭和19年）6月1日 - 關西急行鐵道由於戰時合併改組成近畿日本鐵道[1]。
- 1988年（昭和63年）
  - 2月11日 - 二階堂 - 天理站間複線化。
  - 6月27日 - 平端 - 二階堂站間複線化。
- 2007年（平成19年）4月1日 - 可使用PiTaPa乘車[3]。

## 車站構造
島式月台1面2線的地面車站。月台可容納6節車廂。平端側的月台南側站房設有站務員，北側則無設置（曾經有設置過），兩站房與月台間可利用站內平交道連絡。
本站由天理站管理。

### 月台配置
| 月台 | 路線   | 方向 | 目的地                                                                     |
| ---- | ------ | ---- | -------------------------------------------------------------------------- |
| 1    | 天理線 | 下行 | 往 天理                                                                    |
| 2    | 天理線 | 上行 | 往 大和西大寺、奈良、京都、大和八木、橿原神宮前、 大阪難波、尼崎、神戶三宮 |

## 使用狀況
近年本站1日上下車人次調査結果如下。
- 2018年11月13日：3,479人
- 2015年11月10日：3,532人
- 2012年11月13日：3,581人
- 2010年11月9日：3,752人
- 2008年11月18日：3,843人
- 2005年11月8日：4,033人

## 車站周邊
- 二階堂郵局
- 奈良縣立二階堂高等學校
- 西名阪自動車道郡山IC

## 相鄰車站
近畿日本鐵道
 天理線
■急行、■普通
平端（H32）－二階堂（H33）－前栽（H34）

## 外部連結
- 二階堂 - 近畿日本鐵道